# Boxted (Essex)
Boxted – wieś w Anglii, w hrabstwie Essex, w dystrykcie Colchester. Leży 39 km na północny wschód od miasta Chelmsford i 88 km na północny wschód od Londynu. W 2001 miejscowość liczyła 3475 mieszkańców.